# Мартіна Гранстрем
Мартіна Гранстрем (нар. 5 серпня 1991) — шведська плавчиня.
Учасниця Олімпійських Ігор 2012 року.